# Rumor
Un rumor (o rumour) è una notizia che circola insistentemente, in maniera più o meno confusa, senza però trovare conferme o verifiche ufficiali.
La parola, di origine latina, è stata accolta con la grafia rumor nell'inglese americano, mentre si scrive rumour nell'inglese britannico. In italiano è in genere adottata la grafia rumor e talvolta anche la forma plurale inglese rumors.
Espressioni in parte analoghe sono, in italiano, indiscrezione, diceria, pettegolezzo, voce di corridoio (o anche solo voce), sentito dire ecc. La forma italiana "rumore", in questa particolare accezione di "notizia più o meno confusa che corre di bocca in bocca", è poco comune; in latino la locuzione ex auditu rendeva lo stesso concetto.
Nella terminologia politico-giornalistica italiana, un sinonimo è il sostantivo boatos, uno pseudo-ispanismo usato al plurale.

## Caratteristiche
Può costituire rumor un'affermazione in qualsiasi settore, dalle indiscrezioni di cronaca rosa fino all'informazione inerente segreti aziendali. Spesso nel settore della borsa si parla di rumor con riferimento a eventi o notizie che svelano (o pretendono di svelare) in anticipo eventuali decisioni o manovre di un'azienda la cui conoscenza può essere rilevante per gli investitori in azioni di borsa.
In origine si diffondevano a voce da persona a persona, analogamente alle leggende metropolitane, ma la sostanziale differenza consiste nell'attualità dei rumor: si tratta di fatti contemporanei al diffondersi della notizia, o di anticipazioni di eventi del futuro imminente, mentre le leggende metropolitane possono trattare temi più generici e non circoscritti nel tempo.
Con l'avvento dei mezzi di comunicazione di massa e soprattutto di internet, la diffusione dei rumor si è accelerata; trattandosi però di un meccanismo ad elevato tasso di spersonalizzazione, il suo utilizzo a questo fine fa perdere perde buona parte del carattere di sanzione sociale al gossip. Il web, per mezzo di blog, forum e siti di informazione, è comunque una notevole fonte di rumor e un efficace veicolo per la loro disseminazione.

## Nel diritto
Quando esso si esprime in una sistematica diffusione può assurgere al livello di elemento di prova presuntiva: l'evoluzione della giustizia già nell'Ottocento ha però criticato severamente il fatto che "troppe sono state e continuano a essere le vittime della voce pubblica (vox populi, vox Dei), cioè di quel composto di prevenzioni, di odio, di fanatismo e di intrighi, del quale è quasi impossibile scoprire l'origine".

## Nella sociologia
In ambito sociologico, i rumores sono stati, recentemente, investiti di «un ruolo chiave nella formazione dell'opinione pubblica e nelle più alte sfere dell'economia mondiale». Per Max Gluckman, infatti, la funzione di controllo sociale assegnata alle voci e al pettegolezzo si è andata diluendo: «sono stati precisati il ruolo di comunicazione, soprattutto sulla scorta della riflessione scaturita dallo studio delle reti sociali, e l'importanza dell'information management».